# Cotingidae
I Cotingidi (Cotingidae Bonaparte, 1849) sono una grande famiglia di uccelli passeriformi che raggruppa specie originarie dell'America Centrale e dell'America Meridionale tropicale. I Cotingidi sono uccelli di foresta o delle aree limitrofe, che si nutrono prevalentemente di frutta o di insetti e frutta. Conosciamo relativamente poco questo gruppo così differenziato, ma tutti i membri della famiglia hanno becchi larghi con l'estremità uncinata, ali arrotondate e zampe robuste. Per quanto riguarda le dimensioni, sono la famiglia di Passeriformi che mostra la maggiore varietà, dagli 8 cm della caliptura ai 50 cm del suboscino più grande del mondo, l'uccello parasole amazzonico, anche se la specie più piccola viene attualmente ascritta alla famiglia dei Tirannidi.

## Descrizione
I Cotingidi hanno una struttura sociale che varia da specie a specie. La famiglia si può all'incirca suddividere a metà tra specie che attuano cure parentali e specie in cui i maschi non prendono parte all'allevamento dei piccoli. Il corvo beccafrutta golaviola vive in gruppi misti in cui una femmina depone un uovo e gli altri membri del gruppo aiutano a rifornire di insetti il pulcino.
I Cotingidi in cui solo le femmine si prendono cura delle uova e dei piccoli mettono in atto straordinarie parate di corteggiamento, spesso raggruppandosi insieme in lek. La selezione sessuale fa sì che i maschi di queste specie, come il galletto di roccia della Guyana, abbiano un piumaggio dai colori brillanti, o siano decorati da piume o caruncole, come gli uccelli parasole, dotati di una cresta simile a un ombrello e di lunghe caruncole sulla gola. Altri Cotingidi che si riuniscono in lek, come i campanari e la piha urlatrice, emettono richiami caratteristici ed estremamente potenti. Nei generi che abitano nella volta della foresta, quali Carpodectes, Cotinga e Xipholena, i maschi si radunano su un singolo albero o su alberi adiacenti, mentre i maschi di galletto di roccia, come conviene al loro stile di vita più terricolo, mettono in mostra le loro elaborate parate sul terreno.
Le femmine, sia delle specie che si riuniscono in lek che di quelle che mettono in atto cure biparentali, hanno il piumaggio più scialbo di quello dei maschi.

## Riproduzione
I nidi variano, in base alla specie, da minuscoli a molto grandi. Molte specie depongono un singolo uovo in un nido così fragile che dal basso si può intravedere l'uovo che contiene. Questo, tuttavia, può rendere la sua individuazione più difficile per i predatori. I fruttai costruiscono nidi a coppa più solidi, e i galletti di roccia fanno aderire i loro nidi fatti di fango alle falesie. I nidi possono essere coppe aperte o piccole piattaforme costituite da materiale vegetale liberamente intrecciato, generalmente situato su un albero. Ogni covata comprende da una a quattro uova. L'incubazione dura generalmente da quindici a ventotto giorni. L'involo ha luogo di solito a 28-33 giorni.

## Habitat
I Cotingidi sono presenti in deserti, aree boschive aperte, formazioni a mangrovie costiere e foreste tropicali umide. I Cotingidi devono fronteggiare gravi problemi correlati alla distruzione del loro habitat.

## Tassonomia

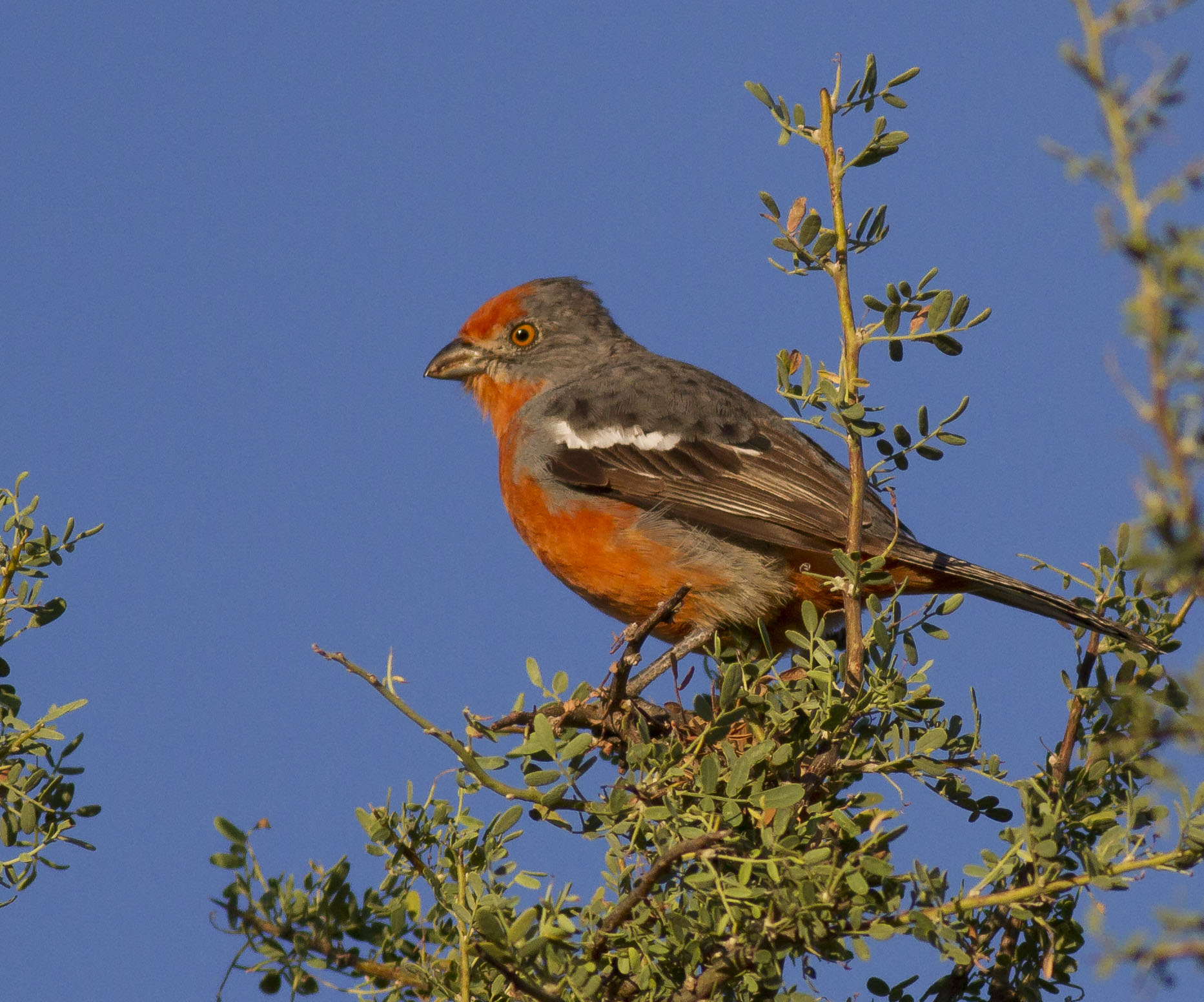
Phytotoma rutila

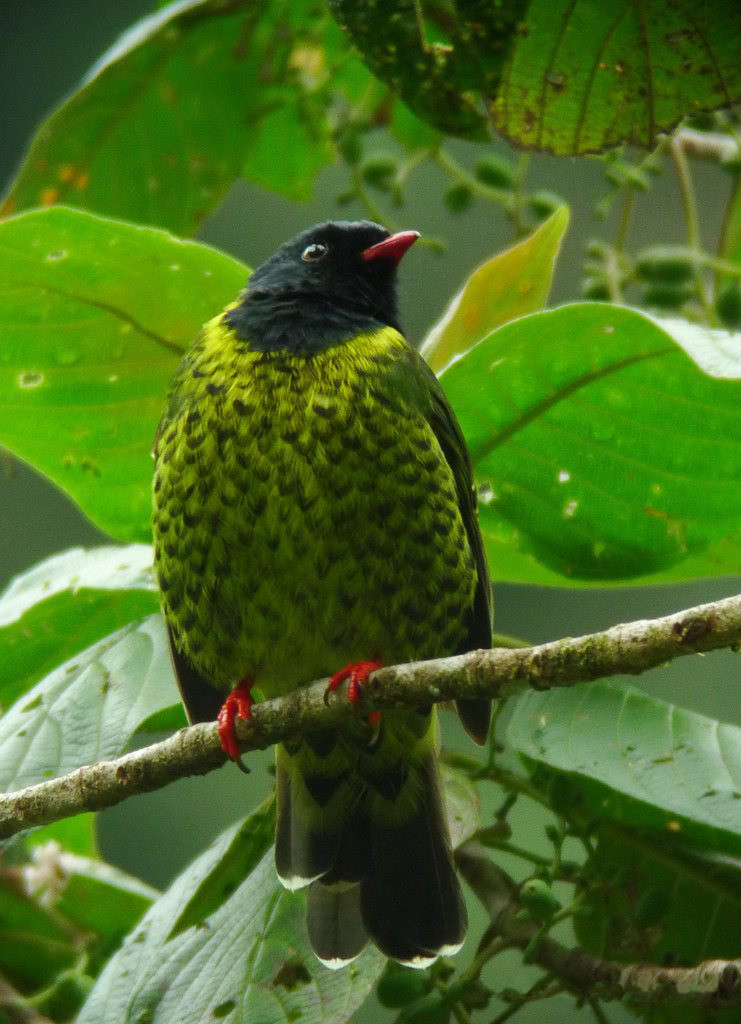
Pipreola intermedia

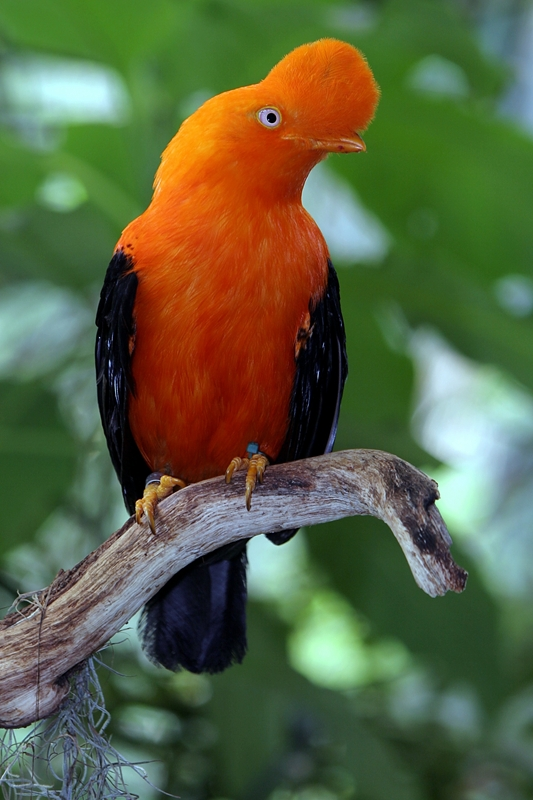
Rupicola peruviana

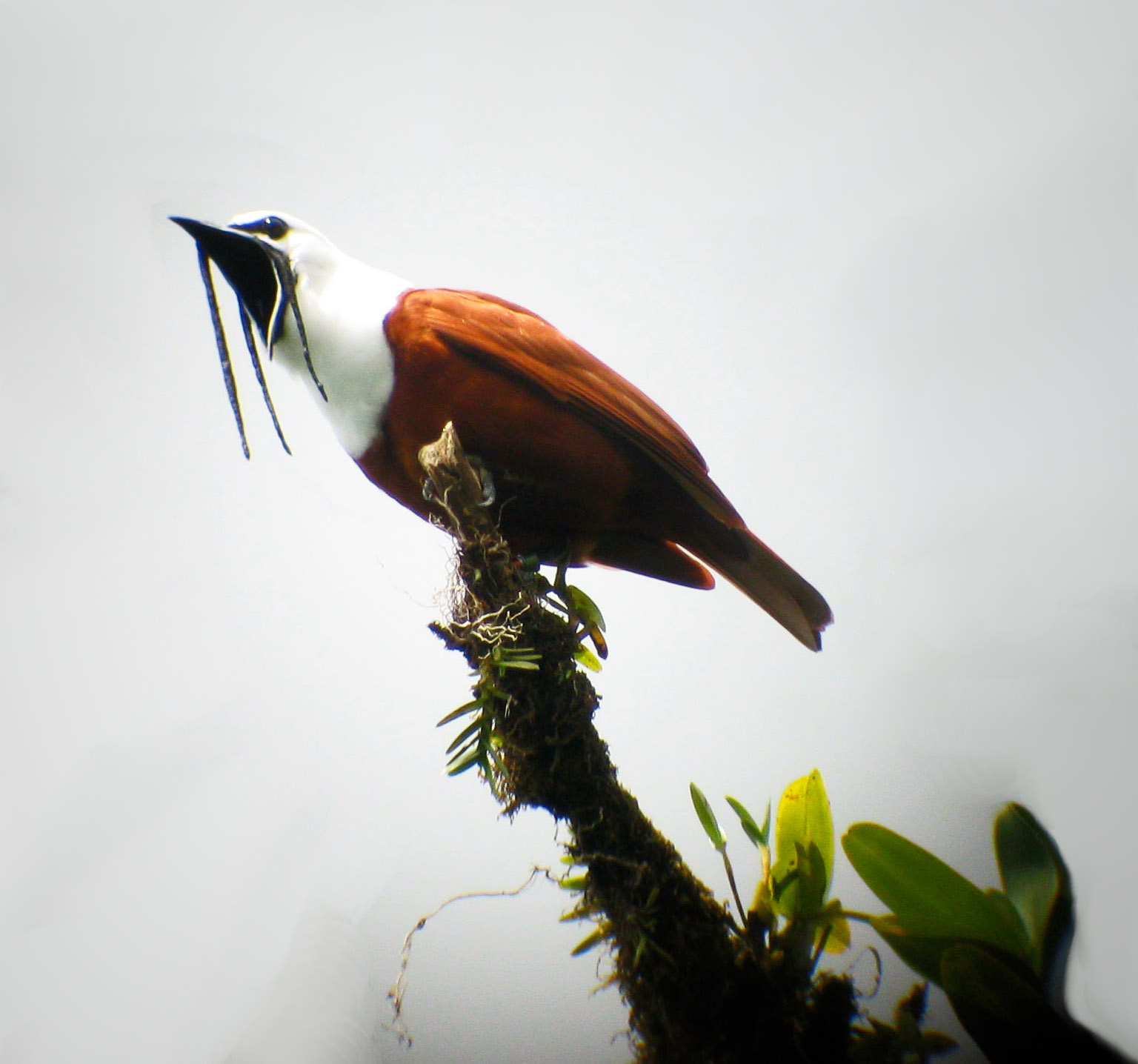
Procnias tricarunculatus

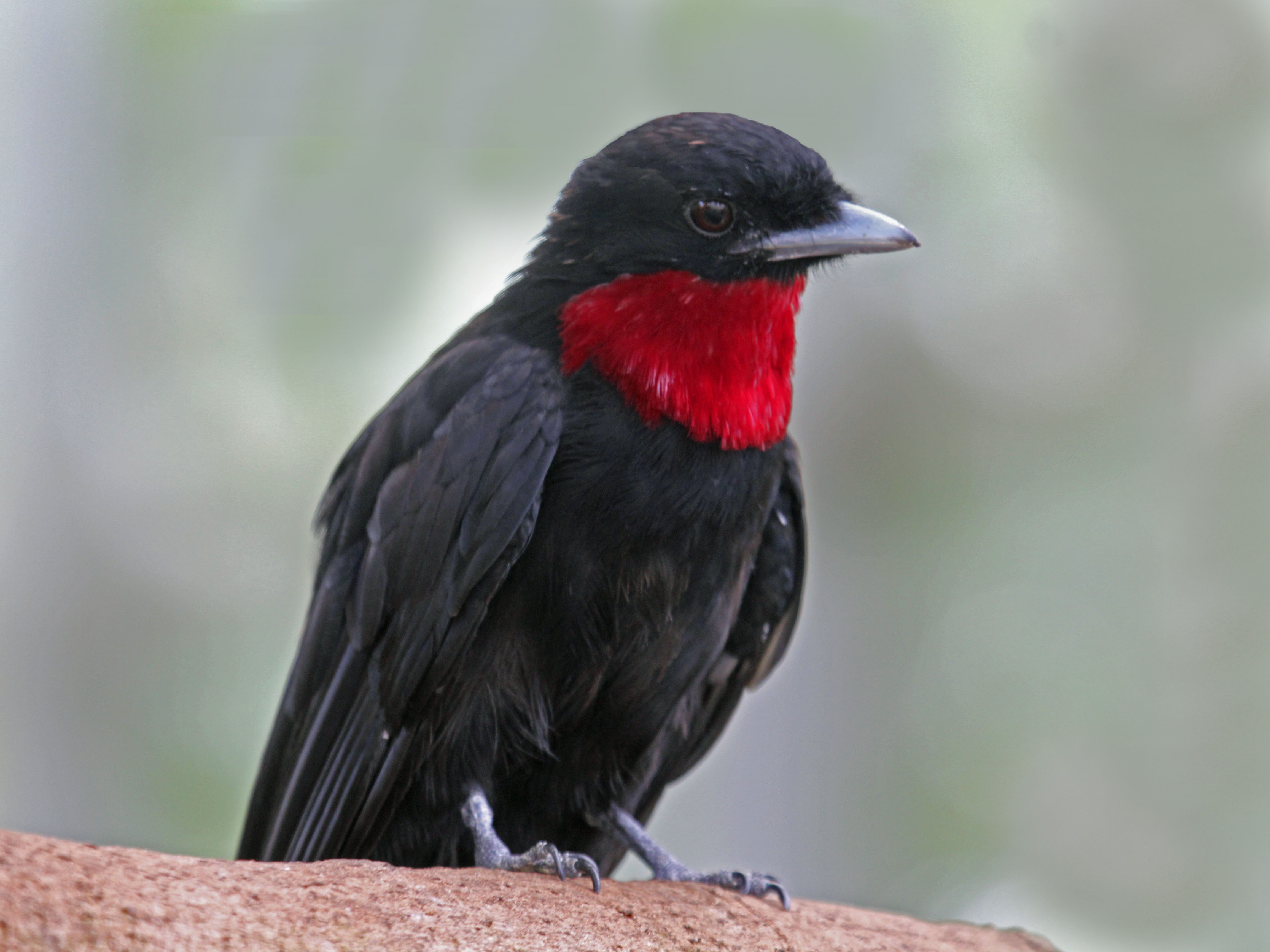
Querula purpurata

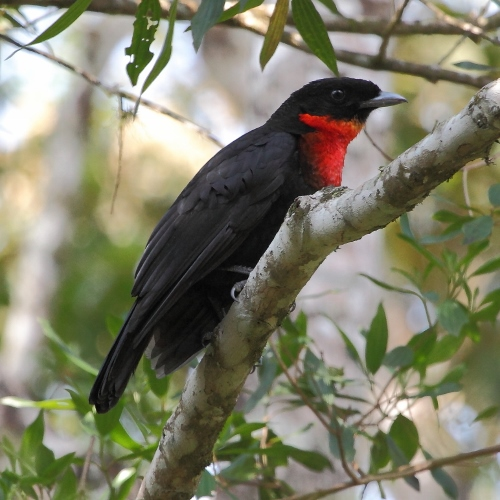
Pyroderus scutatus

La famiglia comprende 66 specie suddivise in 25 generi:
- Ampelion Tschudi, 1845
  - Ampelion rubrocristatus (d'Orbigny e Lafresnaye, 1837) - cotinga crestarossa;
  - Ampelion rufaxilla (Tschudi, 1844) - cotinga crestacastana.
- Phibalura Vieillot, 1816
  - Phibalura flavirostris Vieillot, 1816 - cotinga coda di rondine;
  - Phibalura boliviana Chapman, 1930 - cotinga palkachupa.
- Zaratornis Koepcke, 1954
  - Zaratornis stresemanni Koepcke, 1954 - cotinga guancebianche.
- Doliornis Taczanowski, 1874
  - Doliornis remseni Robbins, G. H. Rosenberg e F. S. Molina, 1994 - cotinga panciacastana;
  - Doliornis sclateri Taczanowski, 1874 - cotinga culbaio.
- Phytotoma Molina, 1782
  - Phytotoma raimondii Taczanowski, 1883 - tagliafoglie del Perù;
  - Phytotoma rutila Vieillot, 1818 - tagliafoglie codabianca;
  - Phytotoma rara Molina, 1782 - tagliafoglie codarossiccia.
- Carpornis G. R. Gray, 1846
  - Carpornis cucullata (Swainson, 1821) - beccabacca monaco;
  - Carpornis melanocephala (zu Wied-Neuwied, 1820) - beccabacca testanera.
- Pipreola Swainson, 1838
  - Pipreola riefferii (Boissonneau, 1840) - fruttaio verdenero;
  - Pipreola intermedia Taczanowski, 1884 - fruttaio codafasciata;
  - Pipreola arcuata (Lafresnaye, 1843) - fruttaio barrato;
  - Pipreola aureopectus (Lafresnaye, 1843) - fruttaio pettodorato;
  - Pipreola jucunda P. L. Sclater, 1860 - fruttaio pettoarancio;
  - Pipreola lubomirskii Taczanowski, 1879 - fruttaio pettonero;
  - Pipreola pulchra (Hellmayr, 1917) - fruttaio mascherato;
  - Pipreola frontalis (P. L. Sclater, 1859) - fruttaio pettoscarlatto;
  - Pipreola chlorolepidota Swainson, 1838 - fruttaio golaflammea;
  - Pipreola formosa (Hartlaub, 1849) - fruttaio magnifico;
  - Pipreola whitelyi Salvin e Godman, 1884 - fruttaio bandarossa.
- Ampelioides J. Verreaux, 1867
  - Ampelioides tschudii (G.R.Gray, 1846) - fruttaio squamato.
- Rupicola Brisson, 1760
  - Rupicola rupicola (Linnaeus, 1766) - galletto di roccia della Guyana;
  - Rupicola peruvianus (Latham, 1790) - galletto di roccia delle Ande.
- Phoenicircus Swainson, 1832
  - Phoenicircus carnifex (Linnaeus, 1758) - cotinga rossa della Guyana;
  - Phoenicircus nigricollis Swainson, 1832 - cotinga rossa collonero.
- Cotinga Brisson, 1760
  - Cotinga amabilis Gould, 1857 - cotinga amabile;
  - Cotinga ridgwayi Ridgway, 1887 - cotinga turchese;
  - Cotinga nattererii (Boissonneau, 1840) - cotinga blu;
  - Cotinga maynana (Linnaeus, 1766) - cotinga golaprugna;
  - Cotinga cotinga (Linnaeus, 1766) - cotinga pettoviola;
  - Cotinga maculata (P. L. Statius Müller, 1776) - cotinga fasciata;
  - Cotinga cayana (Linnaeus, 1766) - cotinga picchiettata.
- Procnias Illiger, 1811
  - Procnias tricarunculatus (J. Verreaux ed E. Verreaux, 1853) - campanaro caruncolato;
  - Procnias albus (Hermann, 1783) - campanaro bianco;
  - Procnias averano (Hermann, 1783) - campanaro barbuto;
  - Procnias nudicollis (Vieillot, 1817) - campanaro golanuda.
- Tijuca Férussac, 1829
  - Tijuca atra Férussac, 1829 - cotinga nerodorata;
  - Tijuca condita Snow, 1980 - cotinga aligrigie.
- Lipaugus F. Boie, 1828
  - Lipaugus weberi Cuervo, Salaman, Donegan e Ochoa, 2001 - piha capocastano;
  - Lipaugus fuscocinereus (Lafresnaye, 1843) - piha fosca;
  - Lipaugus uropygialis (P. L. Sclater e Salvin, 1876) - piha alifalcate;
  - Lipaugus unirufus P. L. Sclater, 1860 - piha rossiccia
  - Lipaugus vociferans (zu Wied-Neuwied, 1820) - piha urlatrice;
  - Lipaugus lanioides (R. Lesson, 1844) - piha culcannella;
  - Lipaugus streptophorus (Salvin e Godman, 1884) - piha dal collare.
- Conioptilon Lowery e O'Neill, 1966
  - Conioptilon mcilhennyi Lowery e O'Neill, 1966 - cotinga faccianera.
- Snowornis Prum, 2001
  - Snowornis subalaris (P. L. Sclater, 1861) - piha codagrigia;
  - Snowornis cryptolophus (P. L. Sclater e Salvin, 1877) - piha olivacea.
- Porphyrolaema Bonaparte, 1854
  - Porphyrolaema porphyrolaema (Deville e P. L. Sclater, 1852) - cotinga golaviola.
- Xipholena Gloger, 1841
  - Xipholena punicea (Pallas, 1764) - cotinga della Pompadour;
  - Xipholena lamellipennis (Lafresnaye, 1839) - cotinga codabianca;
  - Xipholena atropurpurea (zu Wied-Neuwied, 1820) - cotinga alibianche.
- Carpodectes Salvin, 1865
  - Carpodectes hopkei von Berlepsch, 1897 - cotinga bianca;
  - Carpodectes nitidus Salvin, 1865 - cotinga nivea;
  - Carpodectes antoniae Ridgway, 1884 - cotinga beccogiallo.
- Gymnoderus É. Geoffroy Saint-Hilaire, 1809
  - Gymnoderus foetidus (Linnaeus, 1758) - corvo beccafrutta collonudo.
- Querula Vieillot, 1816
  - Querula purpurata (P. L. Statius Müller, 1776) - corvo beccafrutta golaviola.
- Haematoderus Bonaparte, 1854
  - Haematoderus militaris (Shaw, 1792) - corvo beccafrutta cremisi.
- Pyroderus G. R. Gray, 1840
  - Pyroderus scutatus (Shaw, 1792) - corvo beccafrutta golarossa.
- Perissocephalus Oberholser, 1899
  - Perissocephalus tricolor (P. L. Statius Müller, 1776) - cappuccino.
- Cephalopterus É. Geoffroy Saint-Hilaire, 1809
  - Cephalopterus glabricollis Gould, 1851 - uccello parasole collonudo;
  - Cephalopterus ornatus É. Geoffroy Saint-Hilaire, 1809 - uccello parasole amazzonico;
  - Cephalopterus penduliger P. L. Sclater, 1859 - uccello parasole caruncolato.

Un certo numero di specie in precedenza attribuite a questa famiglia sono state recentemente collocate nella famiglia dei Titiridi (generi Laniisoma, Laniocera, Iodopleura e Oxyruncus) o dei Tirannidi (genere Calyptura).